# Florens von Holland
Florens von Holland (auch Floris van Holland oder Florence of Holland; † 30. November 1210 in Middelburg) war ein holländischer Geistlicher und Militär. Er war gewählter Bischof von Glasgow und königlicher Kanzler von Schottland.

## Herkunft
Florens entstammte dem Geschlecht der Gerulfinger. Er war ein jüngerer Sohn von Graf Florens III. von Holland und dessen Frau Ada of Huntingdon. Nach dem Tod seines Vaters 1190 wurde zunächst sein ältester Bruder Dietrich VII. Graf von Holland.

## Aufstieg als Geistlicher
Als jüngerer Sohn wurde Florens für eine geistliche Laufbahn bestimmt. Vor 1198 wurde er als Nachfolger seines Onkels Dirk van Holland Dompropst von Utrecht. Durch Druck des schottischen Königs Wilhelm I., der ein Bruder seiner Mutter war, wurde er 1202 zum Bischof des schottischen Bistums Glasgow gewählt. Vor November 1203 ernannte der schottische König Florens auch zu seinem Kanzler, obwohl er sich zu dieser Zeit vermutlich gar nicht in Schottland aufhielt. Die Verwaltung des Bistums übernahm vermutlich der Schreiber John of Huntingdon, der bereits unter Bischof Malveisin als Offizial tätig gewesen war.

## Teilnahme am Erbkrieg um Holland
In Holland war es nach dem Tod von Dietrich VII. 1203 zu einem Erbstreit zwischen Graf Ludwig II. von Loon, der als Ehemann von Dietrichs Tochter Ada die Grafschaft beanspruchte, und Wilhelm von Friesland, einem Bruder von Dietrich und Florens gekommen. Florens unterstützte dabei seinen Bruder und sollte Holland vor Überfällen des mit Ludwig von Loon verbündeten Bischofs Dietrich II. von Utrecht verteidigen. Dabei geriet er in einem Gefecht in die Gefangenschaft des Bischofs und wurde im am Rhein gelegenen Kastell Horst inhaftiert. Nachdem er wieder freigekommen war, kämpfte er in Zeeland gegen Hugo van Voorne, Burggraf von Seeland, der das Bündnis mit Florens Bruder Wilhelm gebrochen hatte. In Zeeland eroberte er die Burg Poortvliet bei Tholen.

## Niederlegung des Bischofsamts, Rückzug und Tod
Angesichts dieses Engagements zugunsten seines Bruders war Florens vermutlich erst nach 1205 nach Schottland gekommen, wo er aber wohl nicht lange blieb und weder sein Amt als Bischof noch als Kanzler wahrnahm. Ohne dass er zum Bischof geweiht worden war, verzichtete er vor dem 15. Mai 1207 während eines kurzen Besuchs in Schottland auf das Amt des Bischofs von Glasgow. Warum er nicht zum Bischof geweiht wurde und sein Bischofsamt niederlegte, ist ungeklärt. Womöglich hielt ihn Papst Innozenz III. aufgrund seiner aktiven Teilnahme am Erbstreit um Holland ungeeignet für das Bischofsamt. Florens zog sich als Mönch in das Prämonstratenserkloster Middelburg in Zeeland zurück, wo er 1210 starb. Bis zu seinem Tod war er offiziell Kanzler des schottischen Königs geblieben. Erst nach seinem Tod ernannte der schottische König einen neuen Kanzler.

## Nachwirkung
In keiner schottischen Quelle wird auf die Tätigkeiten von Florens in Holland verwiesen, während die holländischen Quellen seine Beziehung zu Schottland ignorieren.